# Соња Кастл
Соња Кастл (14. јул 1929) југословенска је глумица.

## Биографија

### Детињство и младост
Потиче из јеврејске грађанске породице. Отац Ђуро био је архитекта, а мајка Јосипа оперска певачица која је своју каријеру напрасно прекинула због неодобравања супруга и његове породице.

### Школовање и каријера
Почела је плесати у узрасту од пет година у ритмичкој школи Мирјане Јанечек Стропник, а као школарка је плесала у позоришту „Дечје царство" Тита Строција и Младена Широле. У том је позоришту Соња певала и плесала у балетима „Црвенкапица", „Три дјевојчице" и „Краљица лутака". Школовала се у Загребу код Мерцедес Павелић, Маргарите Фроман и Милорада Јовановића. Професионалну каријеру балерине је започела 1945 године у Балету Загребачке опере, а 1947 је плесала солистичке улоге. Наступала је у балетима као што су „Трноружица", „Балада о средњовјековној љубави", „Ромео и Јулија", „Пепељуга", „Покољ Амазонки", „Чудесни мандарин", „Ђавао у селу".
Једину филмску улогу Соња је остварила у филму "Застава" где је тумачила лик младе и перспективне балерине Марије. Соња је напустила каријеру плесачице у 35. години живота, због озледе колена. Убрзо након тога постала је управница Балета Хрватског народног казалишта у Загребу (ХНК). Идућих 40 година се бавила кореографијом. Кореографирала је самостално, у земљи и иностранству. Била је и управница балета у аустријском Клагенфурту.
Године 2007 издана је њена монографија "Плесати значи живјети" коју су написали певач и публицистљ Давор Шопф и плесач и балетни критичар Младен Мордеј Вучковић.

### Приватни живот
Из другог брака са лекарем Борисом Цимерманом имала је кћер Мирјану која је погинула у саобраћајној несрећи у 22. години живота.

## Филмографија
|      | Назив   | Улога           |
| ---- | ------- | --------------- |
| 1949 | Застава | Балерина Марија |